# Під маскою (фільм, 1917)
Під маскою (англ. Behind the Mask) — американська драма режисера Аліс Гі 1917 року.

## У ролях
- Катрін Келверт — Маргарет Стентон
- Річард Такер — лорд Стратмор
- Керк Браун — Марк Гарролд
- Чарльз Дунган — Стентон
- Флора Нейсон — Гелен Гарролд
- Чарльз Хелтон — Лерребі